# Вельд
51°00′ пн. ш. 0°24′ сх. д. / 51° пн. ш. 0.4° сх. д.
Вельд (англ. Weald) — область Південно-Східної Англії між паралельними крейдяними ескарпами Норт та Саут-Даунс.
На його терені розташовані графства Гемпшир, Суррей, Сассекс і Кент.
Колись Вельд був покритий лісом, а його назва, староанглійська за походженням, означає «ліс».
Цей термін використовується і сьогодні, оскільки взаємо не пов'язані ферми та села іноді мають Вельд у своїх назвах.

## Геологія

Геологічний розріз Південної Англії

Центральна частина антикліналі складається з твердих нижньокрейдових пісковиків, що утворюють пагорби, та мають назву Високий Вельд.
Периферійні райони здебільшого складаються з м'яких пісковиків і глин і утворюють слабогорбистий ландшафт — Низький Вельд.
Грінсендський хребет, який простягається навколо північної та західної частини Вельда і включає його найвищі точки.
Антикліналь Вельд-Артуа — крейдяний хребет, що прямує від Кента до Артуа на сході Франції, через райони Дувра та Кале, приблизно на 64 км.
Ця територія займає приблизно 1300 км² і визначена як природний заповідник.
Цей район містить значні запаси сланцевої нафти, які становлять 4,4 мільярда барелів нафти.
У залізну добу у Вельді з'явилась промисловість: велденські пісковики містять залізняк, притому що район мав велику кількість деревини для виготовлення деревного вугілля для палива, ця територія була центром велденської залізної промисловості з тих пір, аж до римських часів, і до закриття останньої кузні в 1813 році